# Lisandra Teresa Ordaz Valdés
Lisandra Teresa Ordaz Valdés (Pinar del Río, Cuba, 25 de noviembre de 1988) es una Gran Maestro Femenino de ajedrez cubana.

## Palmarés y participaciones destacadas
Ganó con solo 17 años en el campeonato Centroamericano y del Caribe sub-20, celebrado en la Ciudad de Guatemala en 2006. Allí logró 7 puntos de 9 posibles ganando 5 partidas y logrando 4 tablas. hermana de harold ordaz profesor del itb de ecuador  
Participó representando a Cuba en las Olimpíadas de ajedrez en dos ocasiones, en 2008 en Dresde y 2010 en Janti-Mansisk.
Primera cubana en superar la barrera de los 2400 puntos ELO.